# Siuski Indijanci
Sioux (Oceti Sakowin, Očhéti Šakówį) je jedan od najpoznatijih naroda sjeverno-američkih Indijanaca nastanjen u području između rijeka Mississippi i Missouri. Ime Sioux poslužilo je da se označe siuski jezici, čiji su oni najznačajniji članovi. 

## Ime
Najranija poznata pradomovina Siouxa bilo je područje   močvarnih predjela rižinih jezera, u današnjoj Minnesoti. Ovo je kraj poznat po tome što ga naseljavaju plemena veoma ratobornih plemena Chippewa ili Ojibwa Indijanaca, živjeli su od sakupljanja samonikle divlje vodene riže (Zizania aquatica). Chippewa Indijancima veoma srodni Menominee /(Malhomines = označava vodenu rižu)/ bili su toliko ovisni o ovoj biljci da su dobili naziv koji u prijevodu znači (Fr. Folles Avoines: "the wild oats people ili 'narod divlje vodene riže'. 
Chippewa Indijanci, njihovi vječni neprijatelji nazivali su Siouxe Nadowessi, Francuzi se u to preoblikovali na Nadowessioux, odnosno jednostavnije Sioux (izgovara se 'su', u pluralu 'suz'). Značenje ovog Chippewa-(možda pogrdnog ?) naziva je 'male zmije'. Pošto Siouxi nisu bili 'pleme' nego konfederacija od 7 'vatara' svako pleme imalo je poseban naziv za sebe, odnosno za konfederaciju. Plemena kolektivno nazivana Teton sebe ili konfederaciju nazivala su Lakota (='saveznici'), Indijanci Dakota, po kojima su dvije savezne američke države (North Dakota i South Dakota) dobile ime općenito su poznati (unutar anglofonske zajednice ) kao Santee. Treća zajednica srodnih plemena nama poznati kao Yankton sebe su nazivali Nakota. Od ovih Nakota, jedna grupa Wazikute Indijanaca (od Yanktonai Siouxa) odvojila se i priključila lovcima na bizone poznatim kao Plains Cree. Oni dan-danas sebe nazivaju Nakoda. Nakoda (poznatiji kao Assiniboin) i Nakota Indijanci se ne smiju brkati, ali rođaka imaju na obje strane.
Neka plemena Siouxe su nazivali 'rezači vratova', tako su ih Vrane nazivali Mar-an-sho-bish-ko u značenju "cutthroats.", Komanči Túyetchíske, Arapaho Indijanci Natni ili Natnihina, Caddo Indijanci (Tsaba'kosh ili Ba-akush',) sve u istom značenju (' "cutthroats.'); Ute Indijanci zvali su ih Pámpe Chyimina (ili Hand Cutters). Sami sebe ('službeno') kao plemena saveza zovu Ocheti shakowin (Oceti Šakowin) = "Seven Council Fires, The", što dolazi od ( 'oceti' , 'stove, fireplace' + šakowin, 'seven').

## Povijest
Siouxe isprva nalazimo u području rižinih polja u Minnesoti osobito se navode jezera Mille Lacs. Indijanci iz ovih krajeva (Menominee, Chippewa i Siouxi) želi su ovu biljku i koristili je u prehrani. Borba za prevlast nad poljima riže između Chippewa i Siouxa dovela je do progona Siouxa iz tih krajeva. Oni rijeku Missouri prelaze prije 1750. Na području Black Hills-a nalazimo ih 1765. 
1862. Mala Vrana (Little Crow) napravio je pokolj u Minnesoti pobivši 700 naseljenika i 100 vojnika. Kasnije su još dva datuma veoma značajna u njihovoj povijesti. To je pobjeda Bika Koji Sjedi (Sitting Bull, ili Tatanka Yotanka) koji je 1876. sa svojim Siouxima i još nekim saveznicima potukao vojsku generala Custera i mnogobrojnih dragovoljaca na rijeci Little Bighorn. Ovoj bitki prethodila je i malo spominjana borba na Devils Toweru. Ovdje su veoma žestok otpor priredili manje pokretni starci koji nisu mogli pratiti tempo plemena. Bik Koji Sjedi tražio je najpovoljniji položaj za pružanje otpora dobro-opremljenoj američkoj vojsci. 
Drugi značajan, ali tužan događaj zbio se 1890.,  kada je izvršen veliki pokolj nad plemenom Miniconjou, u kojemu su najviše stradali žene i djeca (doslovno je počinjen genocid nad njima). Ovaj događaj baca veliku ljagu na američku povijest, poznat je kao Wounded Knee Massacre. Čest moto članova AIM-a (American Indian Movement) je 'remember Wounded Knee'. 
Siouxi dana žive po rezervatima u Sjedinjenim Američkim Državama i Kanadi.

## Običaji
Siouxi su tipično pleme prerijskih Indijanaca, lovaca na bizone. Njihova najkarakterističnija nastamba je kožni šator tepee. On se lako sklapa i rasklapa i prenese na drugo mjesto i ponovno postavi. Bizon, glavna lovina, koristi se za hranu, izradu nastambi, odjeće, pokrivača, tetiva za lukove, i drugih sitnih stvari. Od bizona se nije ništa bacalo. Uništenje ovih životinja dovodi do gladi među stanovnicima prerija kao što su Indijanci Blackfoot, Arapaho, Cheyenne, Kiowa i drugi. Konačna posljedica bila je mržnja prema bijelcima i rat. Izgubivši izvor hrane Indijanci postaju ovisni o pomoći koju im daje vlada. Oni moraju prepuštati svoju zemlju državi ili je prodavati u bescjenje. Konj je još jedan simbol kulture i Siouxa i drugih prerijskih skupina. Konj je simbol bogatstva, za njega se kupuju žene; čovjek bez konja je nitko i ništa, on nema nikakvog ugleda. 
Šamani su igrali značajnu ulogu među Siouxima. Postojali su i šamani-berdaši, bili su rašireni među mnogim plemenima, kao kod Indijanaca Navaho (koji su ih nazivali "Nadle"), Illinois-Indijanci također ih poznaju, i drugi. Siouxi su ih zvali "winktes". Šaman-berdaš bio je veoma utjecajan, on je nosio žensku odjeću, a u borbi nije smio nositi 'muško' oružje.  Berdaše se veoma poštovalo, ali su se istovremeno pravile i šale na njihov račun. Oni su svakako bili homoseksualci, a među njima (općenito) bilo je i brakova. Riječ berdaš (u Engl. "bardache,") vuče porijeklo od perzijskog "bardaj", u značenju pasivnog homoseksualnog partnera.

## Podjela pravih Siouxa
7 Vatara Siouxa:
1) Teton (Lakota ili Teton). 7 plemena:
- - 1.Blackfeet (Sihasapa). Na rezervatu Standing Rock, nešto na Cheyenne River Reservation.  6 bandi: Sihasapakhcha, Kanghishunpegnaka, Glaglahecha, Wazhazhe, Hohe, Wamnughaoin.

- - 2. Brulé.  Na rezervatima Rosebud i Lower Brule, nešto na Standing Rock Reservation. Bande: Iyakoza, Chokatowela, Shiyolanka, Homna, Shiyosubula, Kanghiyuha, Pispizawichasha, Waleghaunwohan, Wacheunpa, Shawala, Ihanktonwan, Nakhpakhpa, Apewantanka.

- - 3. Hunkpapa. Na rezervatu Standing Rock. 7 bandi: Wakan (holy person), Chegnakeokisela (half breechcloth people), Talonapin (fresh meat necklace people), Cheokhba (sleepy kettle), Chankaokhan (sore backs), Tinazipeshicha (bad bows), Chantaapeta (fire heart)

- - 4. Miniconjou (Mnicouyou). Najpoznatiji im je bio poglavica Bigfoot. Ubijen na mjestu Ranjeno Koljeno, veliki dio plemena izmasakrirani je 29. prosinca 1890. Danas žive na rezervatu Cheyenne River s bandama Itazipco, Sihasapa, i Oohenonpa, nešto na Standing Rock Reservation.

- - 5. Oglala. Na rezervatu Pine Ridge, nešto na Standing Rock Reservation.  Sastoje se od 7 bandi (spominje ih i John Robinson; 1879): Payabya, Tapishlecha, Kiyuksa, Wazhazha (Pine Ridge Reservation), Iteshicha, Oyukhpe, Waglukhe (Uglavnom na Pine Ridge Reservation i nešto na Rosebud).

- - 6. San Arcs (No Bows, Itazipco, Itazipacola). Rezervat Cheyenne River, nešto i na Standing Rock Reservation. 6 bandi: Shinalutaoin (scarletcloth earring), Wolutayuta, Mazpegnaka (wear metal in the hair), Tatankachesli (dung of a buffalo bull), Shikshichela (bad ones of different kinds), Tiyopaoshanunpa (smokes at the entrance to the lodge).

- - 7. Two Kettle (Oohenonpa, Oohenumpa) Na rezervatima Cheyenne River i Rosebud. Dvije bande: Oohenunpa, Lawakhota.

Santee Sioux:
2) Mdewakanton. Santee Reservation, Nebraska. 12 bandi: Kiyuksa, Ohanhanska, Tacanhpisapa, Anoginajin, Tintaotonwe, Khemnichan, Kapozha (Kaposia), Magayuteshni, Mahpiyamaza, Mahpiyawichasta, Kheyataotonwe, Taoapa; Oyateshicha.
3) Sisseton.  Na rezervatu Sisseton, South Dakota, dio na Devil’s Lake Reservation, North Dakota. Dakota. 6 bandi: Witawaziyataotina, Itokakhtina, Kakhmiatonwan, Maniti, Keze, Chankute.
4) Wahpekute. Poglavito na rezervatima s Mdewakantonima. Većina su na: Crow Creek,  Južna Dakota; Santee Reservation, Nebraska;  Sisseton, Sjeverna Dakota; Upper Sioux, Minnesota; Fort Peck Reservation,  Montana. Dvije bande: Inkpaduta, Wamdisapa.
5. Wahpeton. Devil’s Lake Reservation, North Dakota, dio na rezervatu Sisseton,  10 bandi: Inyancheyakaatonwan, Takapsintonwanna, Wiyakaotina, Otechiatonwan, Witaotina, Wakpaatonwan, Chankaghaotina, Inkpa, Mdeiyedan, Inyangmani. 
Yankton Sioux:
6. Yankton. Na rezervatu Yankton, South Dakota. 8 bandi: Chankute, Chagu, Wakmuhaoin, Ihaisdaye, Wacheunpa, Ikmun, Oyateshicha, Washichunchincha.
7. Yanktonai. Na rezervatu Standing Rock i Fort Peck. 13 bandi:Wazikute (dali su porijeklo Assiniboinima), Takini, Shikshichena, Bakihon, Kiyuksa, Pabaksa (Devil’s Lake Reservation), Putetemini, Shungikcheka, Takhuhayuta, Sanona, Ihasha, Iteghu, Pteyuteshni.  
- Upper Yanktonai: Wazikute, Takini, Shikshichena, Bakihon, Kiyuksa, Pabaksa. Ostali su Lower Yanktonai.

## Poznati Sijuksi
- poručnik Gregory "Pappy" Boyington - letački as, pilot na lovcu u drugom svjetskom ratu, dobitnik Odličja časti, četvrtsijuks

## Multimedija
- Bikovski ples  Arhivirana inačica izvorne stranice od 26. rujna 2007. (Wayback Machine)

## Vanjske poveznice
- Oceti Šakowin  Arhivirana inačica izvorne stranice od 28. rujna 2007. (Wayback Machine)
- Slika: Ukop Sijuksa  Arhivirana inačica izvorne stranice od 12. prosinca 2005. (Wayback Machine)
- Lakota  Arhivirana inačica izvorne stranice od 30. travnja 2006. (Wayback Machine)
- Sioux Indians
- Sioux  Arhivirana inačica izvorne stranice od 19. veljače 2006. (Wayback Machine)
- Lakota - Dakota - Sioux Nation